# Eggenberg (zámek)
Zámek Eggenberg je barokní zámek v západní části štýrského hlavního města Štýrský Hradec. 

## Historie
Zámek Eggenberg je jednou z nejvýznamnějších barokních staveb v celém Rakousku a od roku 2010 je společně s historickým centrem města součástí světového kulturního dědictví UNESCO. 
Okázalý zámek, jeho bohaté vybavení i okolní zahrady jsou důkazy moci, kterou ve své době nejvýznamnější štýrský šlechtický rod Eggenbergů měl. 
V současné době je zámek majetkem spolkové země Štýrsko a v jeho prostorách jsou umístěny numismatické a umělecké sbírky muzea Universalmuseum Joanneum.

## Fotogalerie

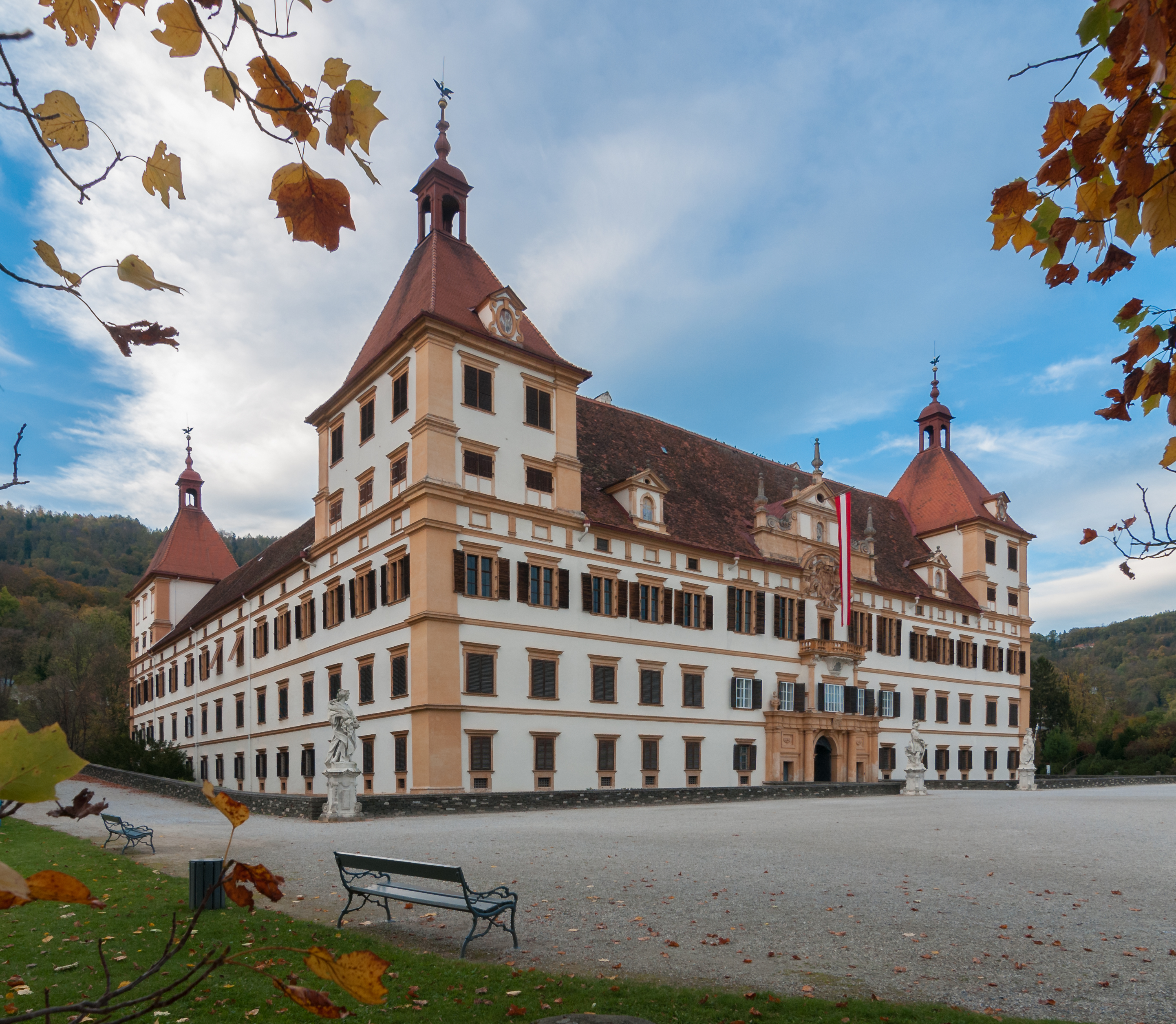
exteriér zámku
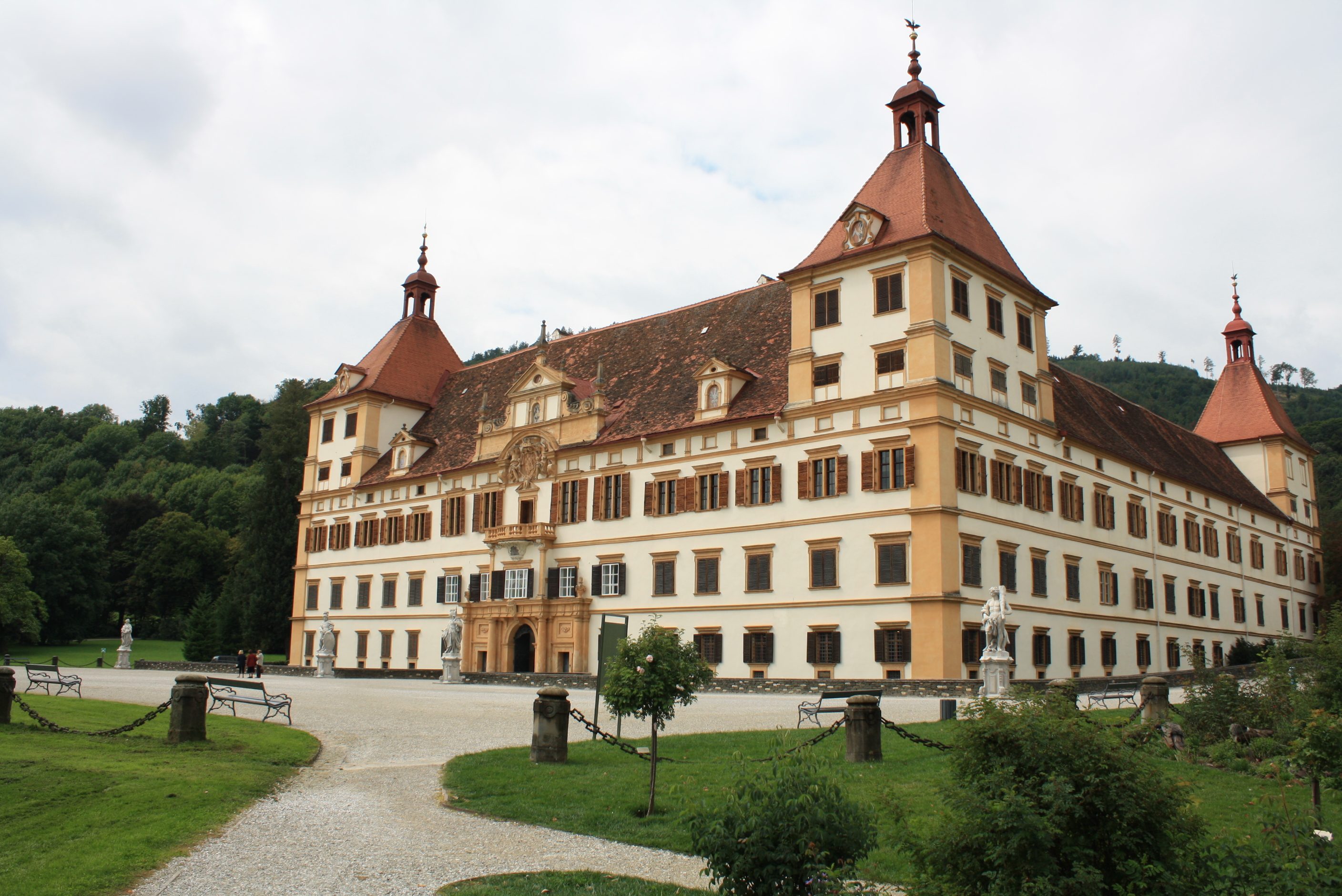
exteriér zámku
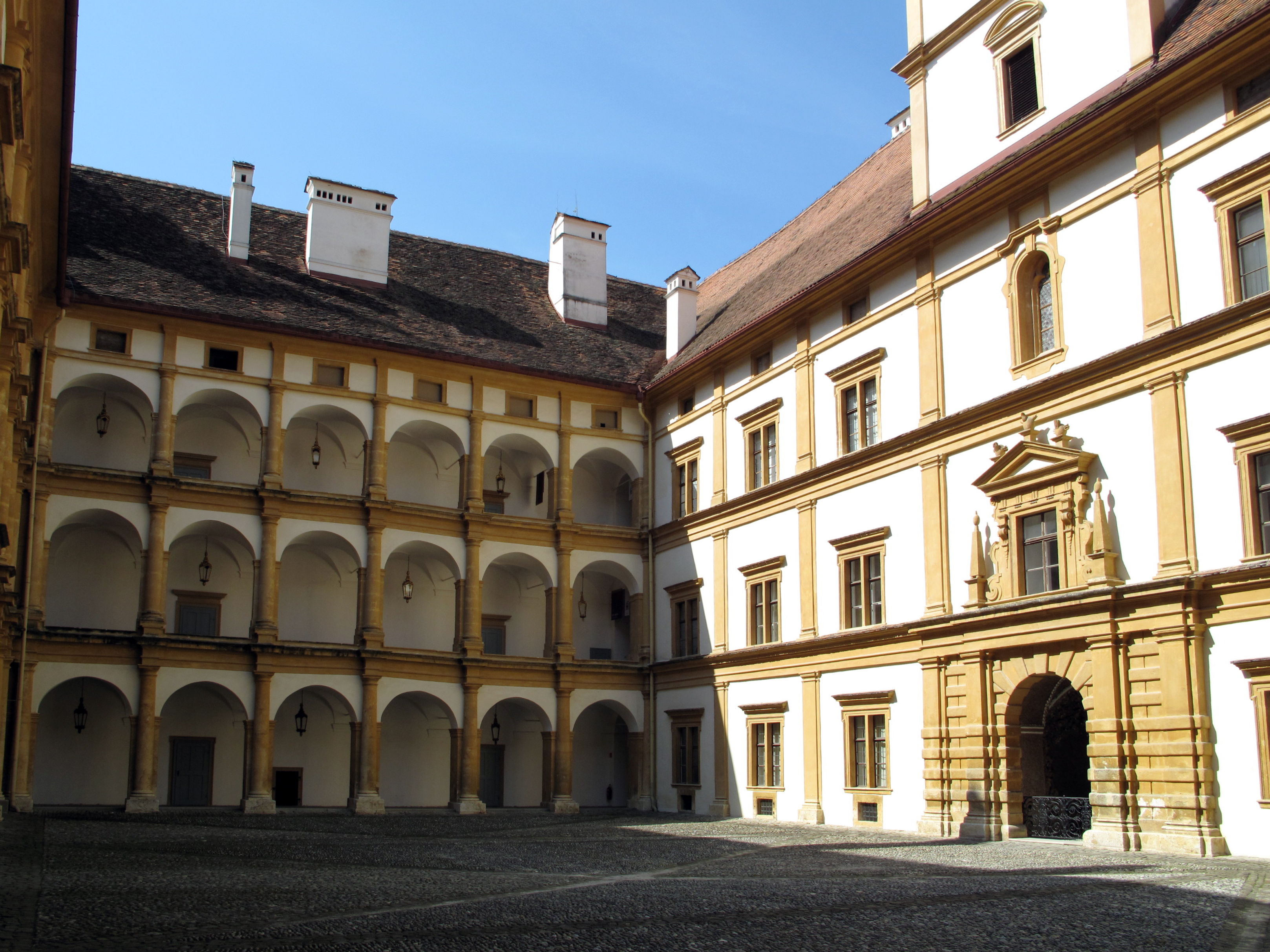
zámecké nádvoří
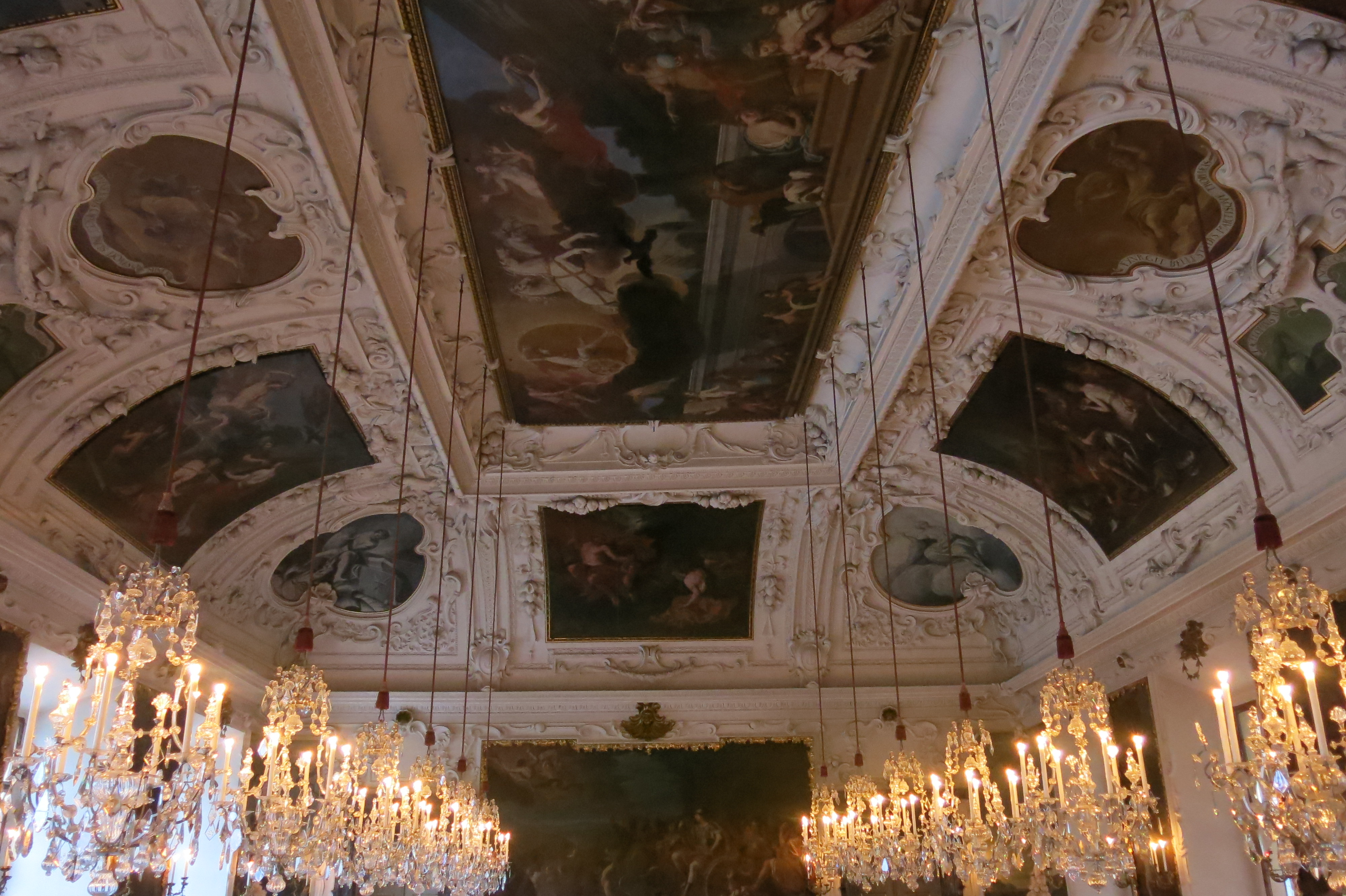
strop v Planetensaal
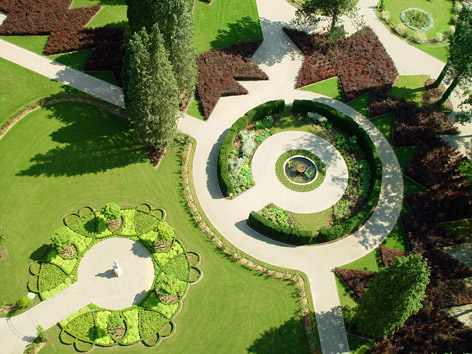
zámecká zahrada